# Peperomia minarum
Peperomia minarum är en pepparväxtart som beskrevs av Standley & Steyerm.. Peperomia minarum ingår i släktet peperomior, och familjen pepparväxter. Inga underarter finns listade i Catalogue of Life.